# 아시아 태평양 라크로스 연맹
아시아 태평양 라크로스 연맹(Asia Pacific Lacrosse Union, APLU)은 아시아와 오세아니아의 라크로스, 인도어라크로스 종목을 총괄하는 국제 스포츠 행정 기구이다.

## 회원국
| 국가           | 협회                         | 코드 | 대륙       | 설립   | 가맹   | 비고       |
| -------------- | ---------------------------- | ---- | ---------- | ------ | ------ | ---------- |
| 뉴질랜드       | 뉴질랜드 라크로스 연맹       | NZL  | 오세아니아 |        | 2005년 |            |
| 대한민국       | 한국라크로스협회             | KOR  | 아시아     | 1997년 | 2004년 |            |
| 말레이시아     | 말레이시아 라크로스 협회     | MAS  | 아시아     | 2014년 | 2015년 | 임시회원국 |
| 몽골           | 몽골 라크로스 연맹           | MGL  | 아시아     |        | 2017년 | 준회원국   |
| 베트남         | 베트남 라크로스 협회         | VIE  | 아시아     |        | 2021년 | 준회원국   |
| 사우디아라비아 | 사우디 라크로스 연맹         | KSA  | 아시아     | 2020년 | 2021년 | 준회원국   |
| 싱가포르       | 싱가포르 라크로스 협회       | SGP  | 아시아     |        | 2013년 | 준회원국   |
| 오스트레일리아 | 오스트레일리아 라크로스 연맹 | AUS  | 오세아니아 |        | 2004년 |            |
| 인도           | 인도 라크로스 협회           | IND  | 아시아     |        | 2009년 | 준회원국   |
| 인도네시아     | 인도네시아 라크로스 연맹     | INA  | 아시아     | 2021년 | 2021년 | 준회원국   |
| 일본           | 일본 라크로스 협회           | JPN  | 아시아     | 1987년 | 2004년 |            |
| 중화 타이베이  | 중화민국 라크로스 협회       | TPE  | 아시아     |        | 2015년 |            |
| 중화인민공화국 | 중국 라크로스 협회           | CHN  | 아시아     |        | 2009년 |            |
| 카타르         | 카타르 라크로스 협회         | QAT  | 아시아     |        | 2018년 | 준회원국   |
| 캄보디아       | 캄보디아 라크로스 연맹       | CAM  | 아시아     |        | 2022년 | 준회원국   |
| 태국           | 태국 라크로스 협회           | THA  | 아시아     |        | 2013년 |            |
| 필리핀         | 필리핀 라크로스 협회         | PHI  | 아시아     |        | 2019년 |            |
| 홍콩           | 홍콩 라크로스 협회           | HKG  | 아시아     |        | 2004년 |            |

## 참고 문헌
- “Member Nations”. 아시아 태평양 라크로스 연맹.
- “History of the Asia Pacific Lacrosse Union”. 아시아 태평양 라크로스 연맹.

## 같이 보기
- 세계 라크로스 연맹